# Come On Children
Come On Children è un album solista di Warren Ham, pubblicato nel 2000.

## Tracce
1. Set You Free – 4:19
2. Come On Children – 5:15
3. It Won't Be Long – 4:20
4. Walking in the Light – 4:30
5. A Place in Your Heart – 3:22
6. Love's Gonna Save the Day – 3:37
7. Love on the Line – 4:12
8. Stand – 4:05
9. Don't Give Up – 4:28